# Соколова, Зинаида Сергеевна
Зинаи́да Серге́евна Соколо́ва (урождённая Алексеева, по сцене Алеева-Миртова; 11 октября 1865 — 16 февраля 1950) — русская актриса, театральный педагог, режиссёр, младшая сестра К. С. Станиславского. Заслуженная артистка РСФСР (1935).

## Биография
Родилась в Москве, в многодетной (девять братьев и сестёр) купеческой семье, состоявшей в родстве с С. И. Мамонтовым и братьями Третьяковыми. Отец — Алексеев, Сергей Владимирович (1836—1893) богатый фабрикант, Городской Голова. Мать — Елизавета Васильевна (урождённая Яковлева), (1841—1904).
 Активно участвовала в деятельности Алексеевского кружка. Горячие поклонники искусства Мельпомены супруги Алексеевы организовали у себя дома драматический кружок и ставили любительские спектакли. Отец семейства — известный московский фабрикант, предприниматель С. В. Алексеев специально для этих целей выстроил флигель со зрительным залом и сценой. Репертуар алексеевского театра состоял в основном из оперетт. Во время голода 1891—1892 гг. принимала участие в помощи голодающим, до осени 1892 г. заведовала столовыми. Посещала педагогические курсы Д. И. Тихомирова.
Вышла замуж за Константина Константиновича Соколова. В 1894 г. семья Соколовых оставила столицу и переехала в с. Никольское, нынешнего Верхнехавского района, в Воронежской губернии. Усадьба Соколовых, находящаяся в пос. Никольский и расположена в центре села к югу от ул. Станиславского от которой отделена небольшим рвом с ручьем. С запада усадьбу ограничивает пруд. К востоку от него тянется старинный парк с господским домом и флигелем в восточной части. С начала XIX в. земля эта принадлежала воронежскому дворянскому роду Халютиных (имение супруги приобрели по совету их знакомого — А. И. Эртеля).
Пока Соколовы вникали в хозяйственные проблемы, свои земли они передали в аренду Матвею Николаевичу Чистякову — товарищу А. И. Эртеля.

 «Мы чувствовали себя такими счастливыми, энергия била в нас ключом, мы были сильны физически, здоровы, полны надежд и планов, с теплой и искренней любовью к крестьянам, пока отвлеченной, так как Никольских мы еще не знали, только с некоторыми мимолетно поговорили, когда ездили смотреть хутор. Друг друга мы горячо любили, уважали, верили друг в друга, наши стремления, мысли, убеждения сходились и скрепляли нас еще теснее. Идея переселения увлекла нас и приподымала наш дух. Нам так хотелось прозрения крестьян на лучшее, что есть в жизни! Радовались за детей, что будут расти среди крестьян, среди природы, к которой так тянуло и нас самих!» — Соколова З. С. Наша жизнь в Никольском. 2004, с. 9
В Никольском Соколовы полностью погрузились в дела деревни. В имении строится амбулатория и К. К. Соколов работает в ней врачом. З. С. Соколова с 1895 г. берется за открытие школ для крестьян. Вместе с А. И. Эртелем строят в селе Макарье школу (деньги на школу Александру Ивановичу пожертвовала В. А. Морозова и отец Соколовой). На свои деньги Соколовы построили две школы с трехгодичным обучением – в Никольском и Супруновке (Спасовке). Устраиваются мастерская, где обучают крестьян ремеслам, «кустарный пункт», где женщины занимаются художественной вышивкой (в 1914 г. на кустарно-промышленной выставке в Берлине были представлены Никольские кружевные изделия).

 «Казалось бы, что из того, что вот вы, происходя из очень богатой семьи, не наряжаетесь, не носите бриллиантов, не ездите в карете, как это делают «богатые семьи», а занимаетесь школой, фонарями, чтением, голодающими. Но на самом деле это-то и есть борьба, и далеко не бесплодная» — А. И. Эртель в письме от 9 апреля 1893 г. к 3. С. Соколовой, с. 321
Летом 1895 г. началась театральная и литературно-музыкальная деятельность, родился Никольский театр, первый в России крестьянский театр (теперь «старший брат» МХАТа, Никольский народный театр). Первой постановкой был спектакль по пьесе Стаховича «Ночное».
Перед началом революции 1905—1907 гг. З. С. Соколова переезжает в Москву для обучения своих и приемных детей. Когда началась война, в Никольском организуется госпиталь, где К. К. Соколов лечит раненных солдат. Константин Константинович до последнего дня своей жизни оставался в Никольском. Умер он в 1919 году, заразившись сыпным тифом и был похоронен на кладбище с. Малая Приваловка.
После смерти К. К. Соколова возглавила любительский театр Л. Ф. Тупикова (1883—1955), фельдшер и учительница начальных классов в Никольской школе.
Зинаида Сергеевна в 1916—1918 гг. работала в Московской больнице для слепых, руководила студией кружка на фабрике шелковых тканей, а в 1919 г. поступает в Оперную студию К. Станиславского, ведет там занятия (преподавала пластическое движение и ритмику).
В сезоне 1912—1913 гг. Зинаида Сергеевна играла в Художественном театре королеву в «Гамлете» и Либанову в «Где тонко, там и рвётся».
С 1919 года Зинаида Сергеевна становится ближайшей помощницей Станиславского по педагогической работе. Она преподавала и занималась режиссурой в «Оперной студии Большого театра» и позже в «Оперном театре имени Станиславского». В Оперно-драматической студии К. С. Станиславского она вела большую работу по подготовке преподавателей «системы Станиславского».
В 1935 году Зинаиде Соколовой присвоено звание заслуженной артистки РСФСР.
В 1948 году награждена орденом Трудового Красного Знамени.
Скончалась в 1950 году. Похоронена в Москве на Алексеевском кладбище.
Театр, созданный Соколовыми, живёт и сегодня. В 1959 году Никольский театр одним из первых в стране получил почетное звание Народного.
Воронежской областной Центр народного творчества с 1994 г. проводит в селе Никольское областные фестивали любительских театров «Театральные встречи в Никольском». Руководит народным театром С. Н. Сукочева, ведущий специалист Воронежского областного Центра народного творчества. На доме, где теперь располагается сельский клуб и народный театр, сейчас находятся две мемориальные доски.
В 2005 г. состоялась презентация книги З. С. Соколовой «Наша жизнь в Никольском».

### Семья
Муж — Константин Константинович Соколов (1858—1919), дворянин, из семьи врачей. Окончил медицинский факультет Московского университета (1883), старший врач хирургического отделения Бахрушинской больницы в Москве (1887—1894). С 1894 г. земский врач в селе Никольское Воронежской губернии. Вместе с женой организовал в 1895 г. любительский театр для крестьян. Играл главные роли в спектаклях по пьесам А. Н. Островского и др. драматургов. Умер в селе Никольское Воронежского уезда, похоронен в селе Малая Приваловка того же уезда.
Дети:
- Зина Васнецова (урожд. Соколова), (1887—1955?). Окончила в Москве женскую гимназию и занималась в студии Вахтангова. Вместе с Зинаидой Сергеевной была сестрой милосердия в госпитале для слепых. После 1910 г. вышла замуж за А. В. Васнецова (1882—1949), сына художника В. М. Васнецова. Детей не было. Работала хранителем Дома-музея В. М. Васнецова.

Дети-сироты (внуки дочери гувернантки):
- Владимир Иосифович Сеппи (1886—1957). Окончил Московское юнкерское училище. Офицер, Георгиевский кавалер, участвовал в Первой мировой войне. В гражданскую войну служил у Буденного. Работал статистиком в Центральном управлении народного хозяйства. Был женат на дочери московского нотариуса Тихомировой Н.К., имел троих детей.
- Саня Вяхирева (урожд. Сеппи), (1883—1936). Гражданка Франции - в 1903 году приняла Российское подданство. Окончила женскую гимназию в Москве. Была домашней учительницей, вела частную детскую группу. Вышла замуж за А. В. Вяхирева, сына директора Воронежского реального училища В. В. Вяхирева (1837—1899). Имела двоих детей. Впоследствии жила в Солнечногорске Московской области.
- Женя Яковлева (урожд. Сеппи), (1888—1918). Окончила Московскую женскую гимназию. Была замужем за племянником К. К. Соколова — физиком Яковлевым. Имела дочь Евгению. Умерла от голода. Похоронена на Ваганьковском кладбище.
- Зина Баранская (урожд. Сеппи), (1892—1963). Начальное образование получила в доме Соколовых, затем окончила женскую гимназию в Москве. Была замужем за Н. Н. Баранским. Сын Константин.

## Литературные произведения
Источник — электронные каталоги РНБ
- Соколова З. С. Наша жизнь в Никольском. Деревенские записки / сост., подготовка рукописи к публ. и коммент. С. Н. Сукочевой. — Воронеж : Центр духовного возрождения Чернозёмного края, 2004. — 288 с.